# Bruniselda
Bruniselda és un drama líric en 1 pròleg i 3 actes, amb música d'Enric Morera i Viura i llibret de Josep Puigdollers i Macià i Artur Masriera i Colomer, estrenat al Gran Teatre del Liceu de Barcelona el 21 d'abril de 1906.

## Història
L'estrena va ser dirigida pel mestre Joan Lamote de Grignon, amb escenografia de Maurici Vilomara i Virgili i Francesc Soler i Rovirosa.
| Paper                                            | Tessitura    | Intèrpret                 |
| ------------------------------------------------ | ------------ | ------------------------- |
| Tradició catalana                                | Mezzosoprano | Fernanda Duval            |
| El Comte Isarn, senyor de Ribagorça i Pallars    | Baríton      | Ramon Blanchart           |
| Bruniselda, la seva esposa, la comtessa          | Soprano      | Andreua Avel·lina Carrera |
| Fidel de Solius, un trobador                     | Tenor        | Francesco Fazzini         |
| Dalmau de Pinós, cabdill de les hosts de Pallars | Baix         | Luigi Rossato             |
| Abat de Santa Victòria                           | Baix         | Conrad Giralt             |

L'obra es va estrenar cantada en italià, com era costum al Liceu en aquella època, la qual cosa va originar força protestes. Sent l'original escrit en català, es va haver de fer una traducció a l'italià, tasca que va dur a terme Francesc Casanovas Gorchs, qui va ser també el director artístic de l'estrena de l'òpera.
El llibret el va editar la impremta El Anuario de la Exportación el mateix any 1906, i es venia al preu d'un ral.
El Fons Enric Morera de la Biblioteca de Catalunya conserva diversos documents relacionats amb aquesta obra, com ara el llibret editat el 1906, una partitura hològrafa signada i la partitura de reducció a piano, entre altres documents.

## Argument
L'acció es desenvolupa al Comtat de Pallars, a finals del segle xi.

### Pròleg
Al obrir-se el teló, apareix la Tradició Catalana, i després Bruniselda (diu el llibret que vestida de blanc amb mantell negre, tal com anava en lo jorn de sa mort) i el cor. La Tradició canta una cançó popular catalana:
Si n'era un Comte senyor
del Castell i de la Vall,
de tan bo i valent com era
tothom l'estimava tant.
Ai amor que ets tan amable!
Per què causes pena i dany?
I replica el cor:
Cada nit, de la Comtessa,
s'ouen los crits en la vall.
Que diu a les donzelletes,
que la volen escoltar.
Ai amor que ets tan amable!
Per què causes pena i dany?
Continua Bruniselda:
Donzelles teniu un cor,
no vulgueu partir-lo mai!
No escolteu a l'ambició!
que un sol amor ja és bastant!
Ai amor que ets tan amable!
Per què causes pena i dany?
I el cor general acaba el pròleg:
Ai amor que ets tan amable!
Per què causes pena i dany?
Així el pròleg es converteix en un resum de què s'ha de veure, donant pas tot seguit al primer acte.

### Acte 1

#### Quadre I
Sala al castell de Pallars.
Dalmau de Pinós i diverses dames, cavallers, trobadors i patges, parlen de les gestes del comte de Pallars, i festegen el seu retorn de la batalla guanyada als sarraïns. Sol, el trobador Fidel de Solius, qui també retorna de la guerra, parla d'enyorança de la seva estimada, desitjant tornar a sentir la seva mirada:
De la guerra sóc vingut
ferit el cor d'enyorança;
sols m'han de guarir els ulls,
els ulls blaus de ma estimada.
Ja fa temps que no l'he vist
i al sentir brandar campanes,
em moro de sentiment
com a si a morts per mi brandessin.
El comte es congratula de la victòria, i vol fer saber a tothom que prendrà esposa a Viella:
A la plaça de Viella
la capella
està esperant.
Allí tots us vull atreure.
m'heu de veure
enmaridar.

#### Quadre II
Plaça a Viella, al fons es veu l'església.
Fidel de Solius, dames, cavallers i el poble, esperen al comte que s'acaba d'esposar. El comte surt de l'església amb Bruniselda, coberta per un vel. Tots juren fidelitat al comte i a la nova comtessa. Al cap d'una estona, el comte treu el vel a la seva esposa i en veure-la el trobador Fidel de Solius s'adona que és la seva estimada, qui li havia jurat amor etern. Solius promet venjar-se de la perjura i cau esvaït.
La terra em manca, el pensament delira!
Venjança, pena, o mort!
Com tres serps enroscades, ja m'inspira
la folia d'amor!

### Acte II
Gran sala d'armes al castell de Pallars.
Las dames acompanyen a escena la comtessa Bruniselda, malalta sense que ningú sàpiga el perquè. Quan marxen les dames, Brusinelda confessa en veu alta estar malalta d'amor. Entra Fidel vestit de cavaller, i Bruniselda li explica que l'havia cregut mort a la guerra. Parlen de l'amor impossible, i quan senten rumors de soldats que s'atansen Bruniselda surt d'escena.
Animat pels soldats, Solius canta un himne patriòtic:
La pàtria es una mare
que estima i no mor mai,
la pàtria sempre és jove,
el cor li hem de donar.
Per ella alcem un himne
nissaga de Pallars.
Repliquen els guerrers i els vassalls:
La pàtria es una aimia
tant bella com lleial,
son vel de desposada
són sos turons nevats,
la mortalla que ens guarda
les glebes de l'afrau.
Segueix Fidel:
Si ens plau morir per ella
sepulcre ens donarà,
set palms de terra nostra,
la creu sobre el fossar,
dirà: - Germans, pregau-li
morí com un fill brau!
Apareixen aleshores el comte de Pallars i la comtessa Bruniselda, amb un luxós seguici, per a procedir a la cerimònia d'armar els cavallers. Després de la cerimònia, durant la festa que segueix, arriba un missatger i anuncia que les forces sarraïnes de la Cerdanya han passat les muntanyes de Tredòs, i són a prop del castell. «Guerra i sang!», criden els guerrers del Pallars, «i guerra a mort!», conteste el comte. Enardit, el comte canta ell també un himne patriòtic:
Anem ! A la victòria
jo us portaré depresa,
altívola es redreça
la rassa de Pallars;
ja esperen les espigues
la espasa que és la dalla;
i el llamp de la batalla
serpeja per l'espai!
Abans de marxar, el comte encomana la Bruniselda al trobador Fidel de Solius, dient-li: «siguis el seu germà, tot el que facis per ella ho faràs per mi». Fidel li jura: «Oh comte Isarn, vos juro vetllar per ella i, si convé, morir».

### Acte III

#### Quadre I
Bosc espès al peu del castell de Pallars.
Bruniselda, sola, canta el seu mal d'amor. Se sent a Fidel, qui canta fora d'escena, entonant una cançó d'amor, la mateixa que Fidel li cantava a Bruniselda abans de marxar a la guerra. El cant de Fidel acaba trist i melangiós:
Què farà el trist del meu cor?
Tot el dia passa pena,
passa pena de l'amor
de l'amor d'una donzella.
Ai amor! Ai amor!
Quin dia em trauràs la pena
del meu cor ?
Bruniselda es decideix a anar a buscar-lo per donar-li l'últim adéu, just en el moment al qual Fidel entra a escena. Bruniselda s'acomiada, i tots dos es declaren amor, però Bruniselda confessa estimar també al comte:
Sóc teva i de Isarn,
dos amors m'ofeguen,
el cor vaig partir,
l'infern em vol seva.
Se separen, i no queda clar si es lliuraran o no al seu amor impossible. Marxen tots dos d'escena, per separat i per camins oposats. Entre el comte, qui ja ha tornat de la batalla, i cerca a Bruniselda, a qui ha vist trista i malaltissa. Apareix la comtessa, embolcallada en un mantell negre. El comte li pregunta què fa a aquelles dins del bosc:
A n'el bosc cada vesprada
què hi feu, fins a trenc de nit?
Replica Bruniselda:
No em demaneu pas resposta
que ma resposta és un crim.
Davant la insistència del comte, la comtessa confessa:
Que amb vos vaig casar-me
sense amor, no em maldieu!
L'amor tenia donada
a n'en Fidel de Solius.
Ell se'n va anar a la guerra,
noves de mort van venir;
vostra corona em cegava...
maleït sia son brill!...
Ni donzella ni casada
vaig oblidar al de Solius;
vos vau tornar a la guerra.
Nostre amor fou maleït!
Trista de mi! Ara os estimo
a vos i a n'ell, què puc dir?...
Que tinc metzines molt fortes...
Perdoneu-me mon marit.
Beu Bruniselda el verí que porta, i cau lentament a terra. Crida el comte:
Bruniselda, Bruniselda!
Per què el cor vàreu partir?
Contesta Bruniselda, ja morint:
Comte Isarn! Em moro, em moro!
Perdoneu-me, mon marit!
[Teló]

#### Quadre II
Quan s'aixeca el teló, es veuen les ruïnes de l'antic castell de Pallars, i els Pirineus al fons. És l'època actual, han passat nou segles. Entra la Tradició Catalana, i canta:
Si n'era un Comte senyor
del Castell i de la Vall,
de tan bo i valent com era
tothom l'estimava tant.
Ai amor que ets tan amable!
Per què causes pena i dany?
...
Etc, tot repetint el pròleg de l'obra. Teló final pausat.